# Arytera litoralis
Arytera litoralis är en kinesträdsväxtart som beskrevs av Carl Ludwig von Blume. Arytera litoralis ingår i släktet Arytera och familjen kinesträdsväxter. Inga underarter finns listade i Catalogue of Life.